# Chiniot
Chiniot (in urdu چِنيوٹ) è una città del Pakistan, situata nella provincia del Punjab.